# Lago Onondaga
Il lago Onondaga è un lago dello stato di New York, negli Stati Uniti, situato ad est della regione dei Finger Lakes. È di forma allungata, diretto lungo un asse sudest-nordovest; sulla sua sponda meridionale sorge la città di Syracuse. Il lago è considerato uno dei laghi più inquinati degli Stati Uniti, sebbene i programmi di salvaguardia ambientale condotti a partire dagli anni settanta abbiano migliorato la qualità delle acque. Il suo nome deriva dagli Onondaga, una delle Sei Nazioni irochesi.
Il lago era al centro della regione abitata dagli irochesi prima dell'esplorazione europea; sulle sue sponde fu fondata la Confederazione Irochese. In seguito, anche a causa della costruzione del Canale Erie, la regione fu colonizzata dagli europei, che si accentrarono nella città di Syracuse, dove si andava sviluppando l'industria dell'estrazione del sale. Questa scaricava i suoi rifiuti nel lago, che iniziò ad inquinarsi, con l'aumento dei cloruri, del sodio e del calcio; inoltre le fogne di Syracuse defluivano direttamente nel lago, portandovi fosforo, ammoniaca e nitriti. Ulteriori industrie chimiche provocarono l'aumento dei livelli di mercurio.
I primi miglioramenti nel livello d'inquinamento vi furono nei primi anni settanta, con l'approvazione del Clean Water Act; nel 1989 fu fondato l'Onondaga Lake Management Conference, cui partecipano i rappresentanti degli enti locali e dell'Environmental Protection Agency, con lo scopo di migliorare la qualità del lago. I livelli di fosforo, ammoniaca e cloruri sono molto diminuiti rispetto agli anni precedenti i programmi di recupero ambientale.